# 石西礁湖

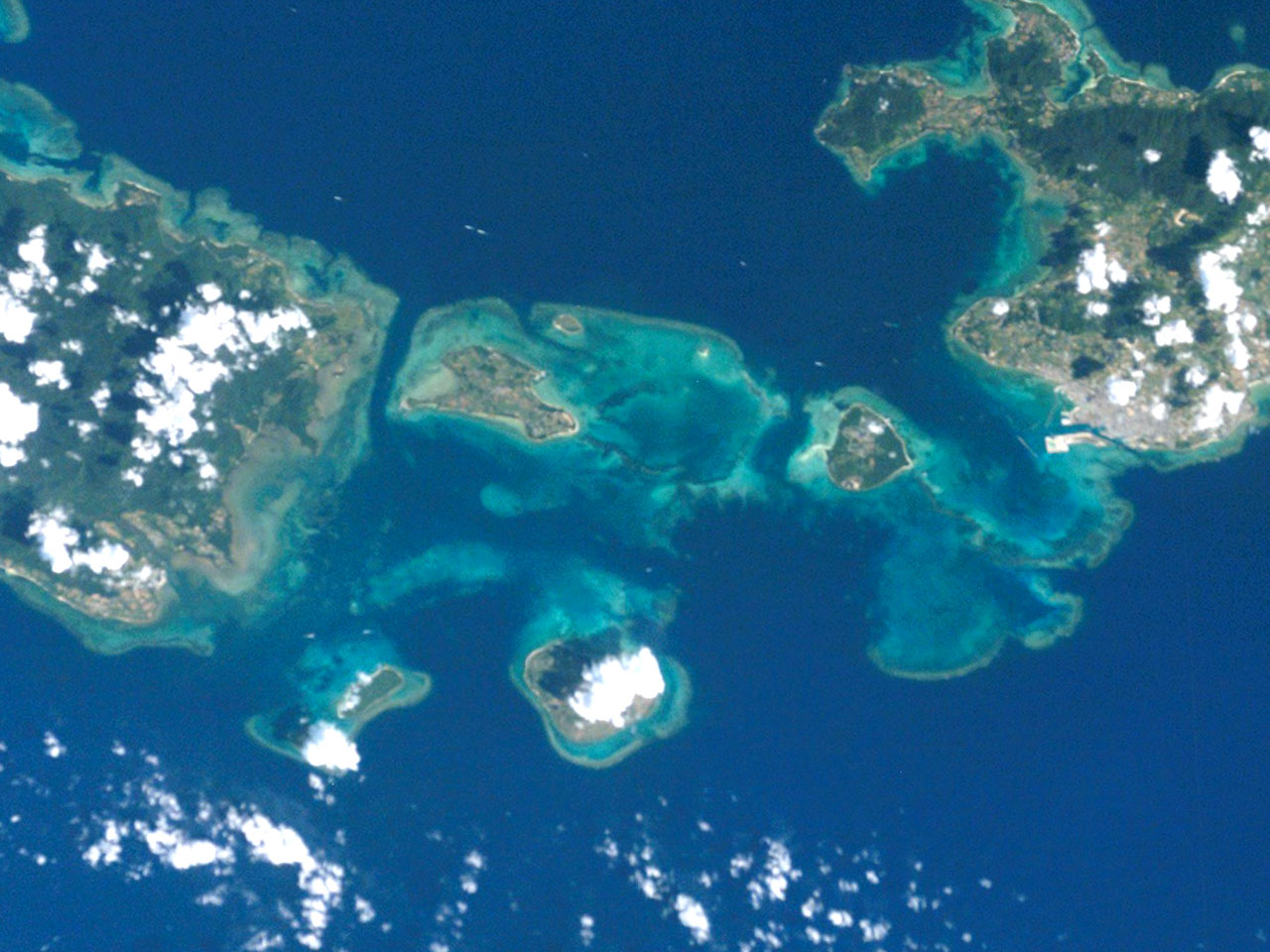
宇宙から見た石西礁湖（2002年8月23日撮影）
西表島（左端）と石垣島（右端）の間の海域が石西礁湖

石西礁湖（せきせいしょうこ）は、石垣島と西表島の間に広がる日本国内最大のサンゴ礁海域である。

## 概要
「石西」という名前は、この礁湖が石垣島と西表島の間に位置することから、石垣島の「石」と西表島の「西」から名付けられた。東西約20km、南北約15kmにわたって広がっており、竹富島、小浜島、黒島、新城島周辺海域等が含まれる。400種を超える造礁サンゴが分布し、沖縄本島等へのサンゴ幼生の供給源として重要な役割を果たしている。
一方でサンゴが天然の防波堤の役割を果たしていることから礁湖内は静穏度が高く、航行区域は小型船舶でも航行可能な平水である。このため竹富南航路など八重山群島各島への航路が開削され小型高速船が多頻度で運航されている。
1697年の『元禄国絵図』には、既に石西礁湖がかなり精確に描かれており、サンゴ礁が発達した状況が示されている。

## 国立公園としての保護
1972年（昭和47年）5月15日にこの海域が西表国立公園（現：西表石垣国立公園）に指定され、1977年（昭和52年）7月1日にはそのうちタキドングチ、シモビシ（以上、竹富島周辺）、キャングチ（黒島周辺）、マイビシ（新城島周辺）の4地区が海中公園地区（現在の海域公園地区）に指定された。2012年（平成24年）3月27日には、前記4地区がそれぞれ拡張されるとともに、新たに竹富島南沖礁地区が海域公園地区に指定されて、石西礁湖内の海域公園地区は5地区となった。各地区の概要は以下のとおり。
竹富島タキドングチ・石西礁湖北礁・ヨナラ水道海域公園地区
3,281.9 ha。竹富島北西側から浜島や嘉弥真島の北側を経て小浜島西側のヨナラ水道に続く海域。
竹富島シモビシ海域公園地区
221.0 ha。竹富島の南西約3km沖に位置する大型離礁の周辺海域。
黒島ウラビシ・キャングチ・仲本海岸海域公園地区
2403.2 ha。黒島周囲の海域。ウラビシは黒島の北東約2km沖に位置する大型離礁、キャングチは黒島の東岸約500m沖に位置する裾礁。仲本海岸は黒島西側の海岸。
新城島マイビシ海域公園地区
179.7 ha。新城島上地島の北西約1km沖に位置する離礁群の周辺海域。
竹富島南沖礁海域公園地区
424.2 ha。竹富島の南約2km沖に位置する離礁が点在する海域。
また、2001年（平成13年）12月に環境省によって日本の重要湿地500の一つに選定され、2016年（平成28年）4月22日にはこれを見直した「生物多様性保全上重要な湿地」（略称：重要湿地）に選定されている。

## 懸念
石西礁湖では、近年、オニヒトデの大発生による食害や、人為的な地球温暖化に伴う海水温の上昇による白化現象が度々発生している。特に2007年の高水温による白化の被害は大きく、2008年までの5年間でサンゴの約7割が消失したとの調査もある。このため、環境省等によって再生のためのプロジェクトとして石西礁湖自然再生事業が進められており、サンゴの移植等が行われて、移植されたサンゴの産卵も確認され、サンゴは回復傾向にあった。
しかし、2016年には海水温の上昇等のために、7-8月の調査で89.6%、9-10月の調査では97%のサンゴが白化していることが確認された。2018年6-7月に行われた補足調査での平均サンゴ白化率は、石西礁湖の中央部で51%、北部で21%となっている。2022年9月24～29日の調査では92.8％だった。

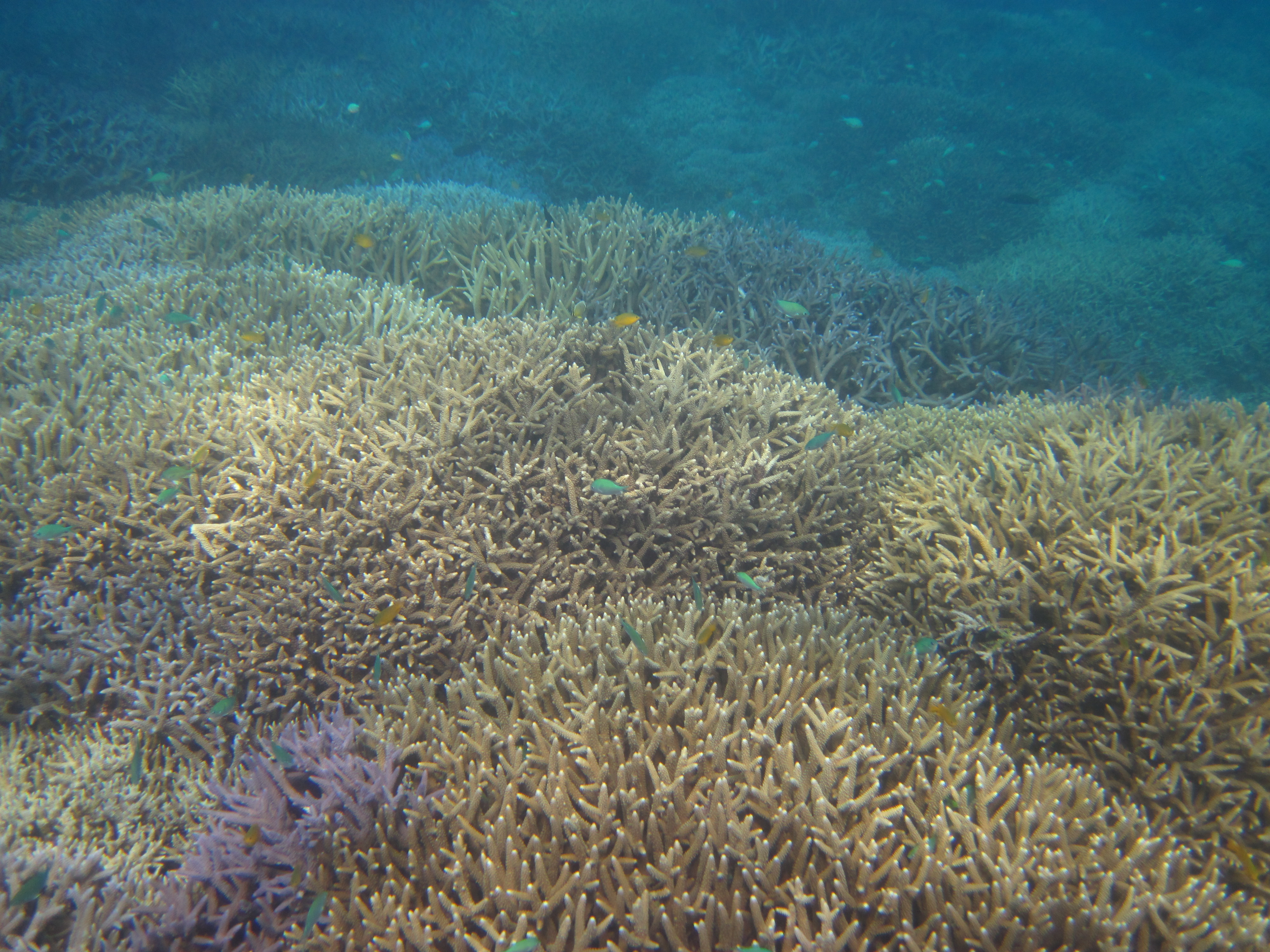
黒島港沖のサンゴ
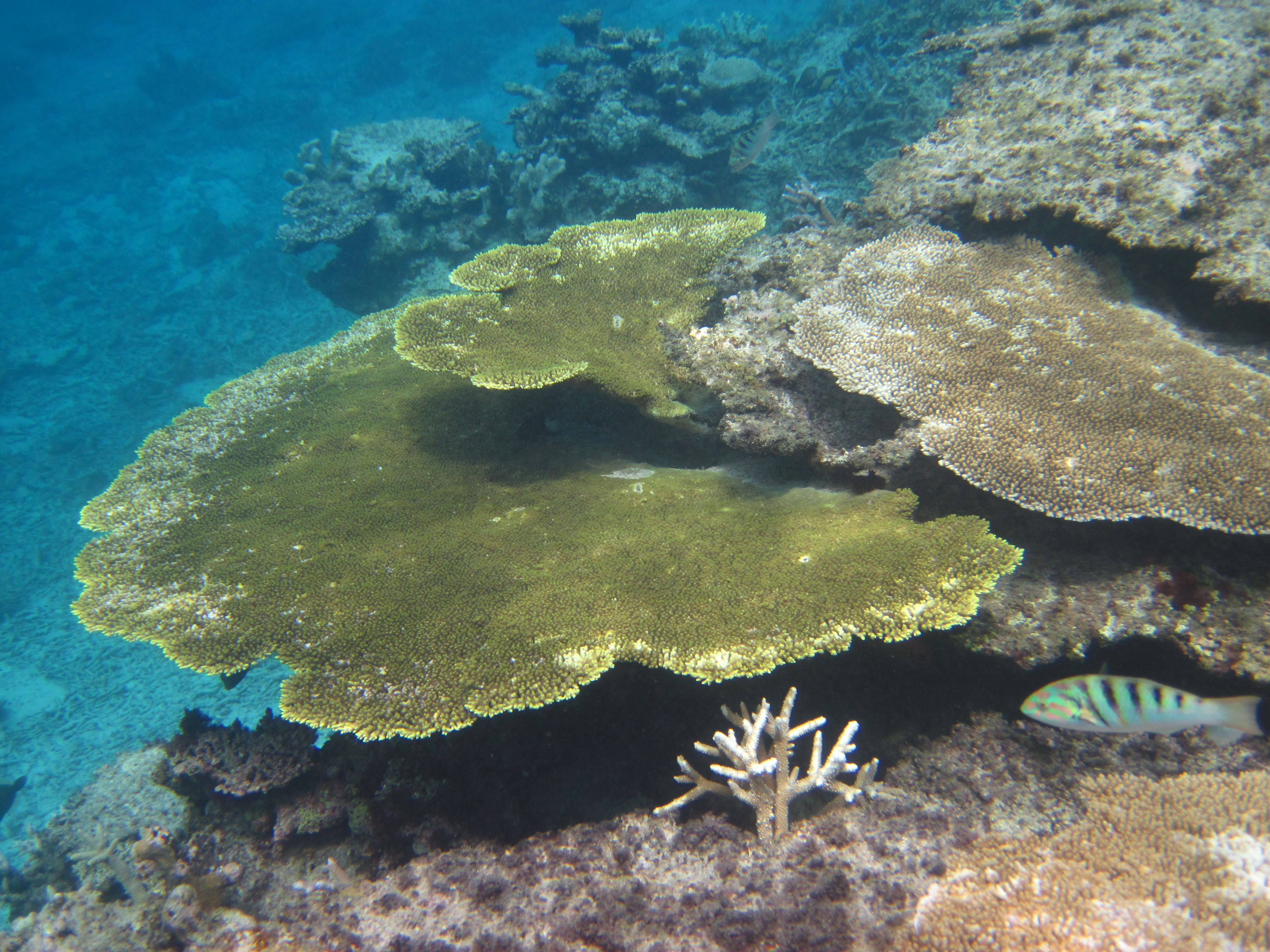
新城島沖のサンゴ